# Военная доктрина Украины
Вое́нная доктри́на Украи́ны как составная часть концепции национальной безопасности Украины представляет собой совокупность основополагающих установок и принципов организации и обеспечения безопасности государства и населения посредством политических, дипломатических, экономических и военных мер.

## История
Вопрос о военной доктрине возник в 1991 году с началом формирования атрибутов полноценной государственности Украины. Военно-политическая обстановка того времени характеризовалась распадом СССР и становлением 15 новых национальных государств, сопровождавшимися возникновением очагов напряжённости, территориальными спорами, локальными конфликтами, в том числе на границе Украины (Приднестровье). Сохранялась опасная неопределённость с ядерными вооружениями бывшего СССР, которые оказались в распоряжении России, Украины, Казахстана и Беларуси, чреватая потерей контроля над ядерным оружием. На самой Украине деятельность государственного руководства чрезвычайно осложнялась внутриполитическим кризисом в сочетании с активизацией общественных движений и падением экономического производства, последствиями Чернобыльской катастрофы, необходимостью перестройки системы государственного управления.
11 октября 1991 года Верховная рада Украины утвердила «Концепцию обороны и строительства Вооружённых сил», которой были определены условия и факторы, влияющие на строительство Вооружённых сил, основные органы военного управления, направления военной реформы. Концепция предусматривала временное наличие на территории Украины войск (сил) двух уровней — национальных вооружённых сил и соединений (частей) коллективной стратегической обороны, а также обретение в будущем статуса нейтрального безъядерного государства. 6 декабря 1991 года был принят пакет оснополагающих документов по вопросам военной политики: законы Украины «Об обороне Украины» и «О Вооружённых силах Украины».
Первая редакция Военной доктрины Украины была утверждена постановлением Верховной рады Украины № 3529-XII 19 октября 1993 года. Этот документ отразил основные взгляды того времени на оборону Украины и частично заполнил существующий правовой вакуум — в то же время, наряду с конкретными положениями, касающимися строительства и применения военной организации Украины, он, по мнению генерала армии А. И. Кузьмука, содержал немало громких лозунгов и положений, не основывающихся на реальном положении дел и боевых возможностях вооружённых сил Украины, — в качестве примера он называет, в частности, такие требования к ВСУ, как способность к воздушно-космической обороне и ведению военных действий в ближнем космосе.
Вторая редакция Военной доктрины Украины была утверждена указом президента Украины Леонида Кучмы № 648/2004 15 июня 2004 года. В этом документе были более чётко и реалистично определены угрозы национальной безопасности Украины в военной сфере и соответствующие задачи вооружённых сил и других военных формирований. Важным отличием Военной доктрины 2004 года стало положение о проведении Украиной политики евроатлантической интеграции, конечной целью которой было определено вступление в НАТО. Однако уже 15 июля Кучма своим указом заменил это положение на менее конкретную формулировку, предусматривавшую лишь углубление сотрудничества с НАТО.
В основу Военной доктрины 2004 года были положены концепции военно-политического партнёрства, предотвращения возможной вооружённой агрессии путём её политического и военно-силового сдерживания, отпора вооружённой агрессии. В новой доктрине были намечены пути дальнейшего военного строительства Украины, в том числе в направлении создания функциональных структур вооружённых сил.
В апреле 2005 года президент Виктор Ющенко внёс в текст военной доктрины Украины упоминание о стратегической цели Украины — полноправном членстве в НАТО и Европейском союзе: «Исходя из того, что НАТО и ЕС являются гарантами безопасности и стабильности в Европе, Украина готовится к полноправному членству в этих организациях». Как и в прежней редакции, задача «глубокого реформирования оборонной сферы государства в соответствии с европейскими стандартами» называлась «одним из важнейших приоритетов внутренней и внешней политики».
2010 год, когда Украину возглавил Виктор Янукович, ознаменовал новый поворот в оборонной политике Украины. Законом Украины от 1 июля 2010 года «Об основах внешней и внутренней политики» был определён внеблоковый статус Украины. Указом президента Украины № 1119 от 10 декабря 2010 года были уточнены вызовы и угрозы национальной безопасности. Указами № 389 и № 390 от 8 июня 2012 года были введены в действие решения СНБО Украины от 8 июня 2012 года «О новой редакции Стратегии национальной безопасности Украины» и «О новой редакции Военной доктрины Украины».

## После 2014 года
В настоящее время действует новая редакция Военной доктрины Украины, утверждённая 24 сентября 2015 года президентом Украины Петром Порошенко. Согласно последней редакции, Украина определила своим военным противником Российскую Федерацию: «Украина будет считать своим военным противником другое государство (коалицию государств), действия которого (которых) квалифицируются законами или международно-правовыми актами как вооружённая агрессия. На сегодня военным противником считается Российская Федерация». Потенциальным военным противником будет признаваться государство (коалиция государств), действия или намерения которой (которых) будут иметь признаки угрозы применения военной силы против Украины.
В качестве актуальных военных угроз для Украины рассматриваются:
- вооружённая агрессия и нарушение территориальной целостности Украины, наращивание военной мощи Российской Федерации в непосредственной близости к государственной границе Украины, в том числе потенциальная возможность развёртывания тактического ядерного оружия на территории Автономной Республики Крым[5]; милитаризация Российской Федерацией «временно оккупированной территории»;
- присутствие военного контингента РФ в Приднестровском регионе Молдавии, который может быть использован для дестабилизации ситуации в южных регионах Украины;
- «активизация специальными службами РФ разведывательно-подрывной деятельности на Украине с целью дестабилизации внутренней социально-политической обстановки в Украине, а также с целью поддержки не предусмотренных законом вооруженных формирований в восточных регионах Украины»;
- территориальные претензии РФ к Украине и посягательство на её суверенитет и территориальную целостность[6].

Украина не исключает возможности применения военной силы не только в случае внешней агрессии, но и для локализации и ликвидации внутреннего вооружённого конфликта: «Для ликвидации внутреннего вооружённого конфликта Украина привлекает Вооружённые силы Украины, Государственную службу специальной связи и защиты информации Украины, Государственную специальную службу транспорта Украины, другие образованные согласно законам Украины военные формирования, а также правоохранительные органы специального назначения».
Согласно документу, решение о применении (привлечении) ВСУ и других военных формирований в случае внешней агрессии, внутреннего вооружённого конфликта или масштабных проявлений терроризма принимает президент Украины в соответствии со своими полномочиями.
Комплектование ВСУ и других военных формирований «в условиях вооружённого противостояния и реальной угрозы агрессии» будет осуществляться по смешанному принципу, но в составе боевых частей будет постепенно наращиваться количество военнослужащих по контракту. Комплектование небоевых воинских частей и должностей, не предусматривающих боеспособность в боевых военных частях, будет осуществляться преимущественно военнослужащими срочной службы и призванными на военную службу по призыву при мобилизации (в случае принятия решения о мобилизации).
Согласно новой редакции Военной доктрины, Украина считает приоритетной задачей углубление сотрудничества с НАТО и достижение до 2020 года полной совместимости ВСУ с соответствующими силами стран-членов НАТО. Отказываясь от внеблокового статуса, Украина намерена изменить подходы к обеспечению национальной безопасности, уделяя приоритет «участию в усовершенствовании и развитии евроатлантической и европейской систем коллективной безопасности». «Для этого Украина будет интегрироваться в европейское политическое, экономическое, правовое пространство с целью получения членства в ЕС, а также углублять сотрудничество с НАТО для достижения критериев, необходимых для членства в этой организации», — говорится в документе.
Углубление сотрудничества с НАТО предусматривает развитие многосторонних отношений, в частности в рамках Хартии об особом партнёрстве между Украиной и НАТО, программы «Партнёрство ради мира», Концепции оперативных возможностей НАТО (ОСС), Процесса планирования и оценки Сил НАТО (PARP) и Средиземноморского диалога, участие в совместных с НАТО операциях, реформирование ВСУ с целью внедрения стандартов НАТО, обеспечения мобильности ВСУ и оперативности их развёртывания, обеспечение подготовленности личного состава, технической совместимости вооружения, военной и специальной техники, а также оперативной совместимости подразделений ВСУ и государств-членов НАТО. Доктриной предусматривается также участие в реализации совместной политики безопасности и обороны Европейского союза.
14 марта 2016 года президент Пётр Порошенко подписал указ № 92/2016, которым ввёл в действие решение Совета национальной безопасности и обороны Украины от 4 марта 2016 г. «О Концепции развития сектора безопасности и обороны Украины»